# 소자정 (오카야마현)
소자정(総社町)은 일본 오카야마현 기비군에 설치되었던 정이다. 현재의 소자시의 일부에 해당한다.

## 역사
- 1889년 6월 1일 - 정촌제 시행에 의해 가야군 소자촌이 발족하였다.
- 1896년 2월 26일 - 정으로 승격해 소자정이 되었다.
- 1900년 4월 1일 - 군의 통합에 의해 기비군에 소속되었다.
- 1954년 3월 1일 - 기비군 하다촌·신폰촌·야마다촌·구시로촌·이케다촌·아조촌, 쓰쿠보군 도키와촌과 합병해 소자시가 발족, 동일 소자정은 폐지되었다.

## 교통

### 철도
- 일본국유철도
  - 기비선
  - 하쿠비선

## 참고문헌
- 角川日本地名大辞典 33 岡山県
- 『市町村名変遷辞典』東京堂出版、1990年。